# Flavio Cipolla
Flavio Cipolla (* 20. října 1983 Řím) je italský tenisový trenér a bývalý profesionální tenista. Ve své kariéře na okruhu ATP World Tour nevyhrál žádný turnaj. Na challengerech ATP získal k srpnu 2011 pět titulů ve dvouhře a šestnáct ve čtyřhře.
Na žebříčku ATP byl nejvýše ve dvouhře klasifikován v červenci 2009 na 99. místě a ve čtyřhře pak v červenci 2008 na 75. místě. K roku 2011 jej trénoval otec Quirino Cipolla.
Na French Open 2007 podlehl ve druhém kole Rafaelu Nadalovi. Na US Open 2008 se probojoval do třetího kola.

## Finálové účasti na turnajích ATP World Tour ()

### Dvouhra
| Legenda                |
| Grand Slam (0)         |
| Tennis Masters Cup (0) |
| ATP Masters Series (0) |
| ATP Tour (0)           |
| Challengery (5)        |

#### Vítěz (5)
| Č. | Datum             | Turnaj | Povrch | Finalista         | Výsledek         |
| -- | ----------------- | ------ | ------ | ----------------- | ---------------- |
| 1. | 30. května 2006   | Turín  | antuka | Marcel Granollers | 6–3, 6–3         |
| 2. | 31. července 2007 | Trani  | antuka | Pablo Andújar     | 4–6, 6–2, 6–4    |
| 3. | 4. září 2007      | Janov  | antuka | Gianluca Naso     | 6–2, 6–7(4), 7–5 |
| 4. | 1. ledna 2008     | Nouméa | tvrdý  | Stéphane Bohli    | 6–4, 7–5         |
| 5. | 6. února 2011     | Burnie | tvrdý  | Chris Guccione    | bez boje         |

### Čtyřhra
| Legenda                |
| Grand Slam (0)         |
| Tennis Masters Cup (0) |
| ATP Masters Series (0) |
| ATP Tour (0)           |
| Challengery (16)       |

#### Vítěz (16)
| Č.  | Datum            | Turnaj      | Povrch  | Spoluhráč               | Finalisté                                 | Výsledek            |
| 1.  | 4. července 2005 | Mantova     | antuka  | Alessandro Motti        | Salvador Navarro Óscar Serrano            | 5–7, 6–3, 6–3       |
| 2.  | 2. srpna 2005    | Saransk     | antuka  | Simon Stadler           | Konstantin Kravčuk Alexandr Kudrjavcev    | 7–6(2), 4–6, 7–6(3) |
| 3.  | 19. září 2005    | Banja Luka  | antuka  | Rainer Eitzinger        | Jeroen Masson Stefan Wauters              | 4–6, 6–3, 6–3       |
| 4.  | 25. září 2006    | Bratislava  | antuka  | Marcel Granollers       | David Marrero Pablo Santos                | 7–6(2), 6–4         |
| 5.  | 9. října 2006    | Barcelona   | antuka  | Tomas Behrend           | Pablo Andújar Marcel Granollers           | 6–3, 6–2            |
| 6.  | 26. března 2007  | Nwapol      | antuka  | Marcel Granollers       | Marco Crugnola Alessio di Mauro           | 6–4, 6–2            |
| 7.  | 30. dubna 2007   | Řím         | antuka  | Marcel Granollers       | Stefano Galvani Manuel Jorquera           | 3–6, 6–1, [11–9]    |
| 8.  | 1. ledna 2008    | Nouméa      | tvrdý   | Simone Vagnozzi         | Jan Mertl Martin Slanar                   | 6–4, 6–4            |
| 9.  | 11. února 2008   | Bělehrad    | koberec | Konstantinos Economidis | Alessandro Motti Filip Polášek            | 4–6, 6–2, [10–8]    |
| 10. | 24. března 2008  | Barletta    | antuka  | Marcel Granollers       | Oliver Marach Michal Mertiňák             | 6–3, 2–6, [11–9]    |
| 11. | 28. dubna 2008   | Řím         | antuka  | Simone Vagnozzi         | Paolo Lorenzi Giancarlo Petrazzuolo       | 6–3, 6–3            |
| 12. | 27. května 2008  | Alessandria | antuka  | Simone Vagnozzi         | Matwé Middelkoop Melle Van Gemerden       | 3–6, 6–1, [10–4]    |
| 13. | 13. října 2008   | Taškent     | tvrdý   | Pavel Šnobel            | Michail Jelgin Alexandr Kudrjavcev        | 6–3, 6–4            |
| 14. | 28. února 2010   | Meknes      | antuka  | Pablo Andújar           | Alexandr Dolgopolov Artem Smirnov         | 6–2, 6–2            |
| 15. | 12. září 2010    | Braşov      | antuka  | Daniele Giorgini        | Radu Albot Andrej Ciumac                  | 6–3, 6–4            |
| 16. | 19. září 2010    | Todi        | antuka  | Alessio di Mauro        | Marcel Graonllers Gerard Granollers-Pujol | 6–1, 6–4            |